# Herbert Kögl
Herbert Kögl (* 22. März 1966 in Kirchbichl) ist ein ehemaliger österreichischer Naturbahnrodler. Von 1995 bis 2007 bildete er mit Reinhard Beer eines der erfolgreichsten Doppelsitzerpaare. Sie wurden jeweils einmal Weltmeister im Doppelsitzer und im Mannschaftswettbewerb und gewannen zweimal den Gesamtweltcup. Mit insgesamt 18 Siegen in Weltcuprennen sind sie bis heute das Doppelsitzerpaar mit den meisten Weltcupsiegen.

## Karriere
Seine ersten größeren Erfolge erzielte Kögl gemeinsam mit Michael Bischofer. Sie nahmen von 1989 bis 1994 an internationalen Titelkämpfen teil und gewannen bei der Weltmeisterschaft 1992 in Bad Gastein die Bronzemedaille im Doppelsitzer. Zudem gewannen sie 1993 in Inzing den Europapokal und erzielten in der Saison 1993/1994 den fünften Platz im Doppelsitzer-Gesamtweltcup.
Der erste Podestplatz im Weltcup gelang Kögl zu Beginn der Saison 1995/1996 in Rautavaara zusammen mit Peter Braunegger. Danach wurde Reinhard Beer sein neuer Partner. Sie fuhren von Beginn an an der Weltspitze, erreichten im Jänner in Landskron zwei Weltcup-Podestplätze und feierten wenige Tage später bei der Weltmeisterschaft 1996 in Oberperfuss den ersten ganz großen Erfolg, als sie vor ihren Landsmännern Andi und Helmut Ruetz und den Italienern Martin Psenner und Arthur Künig Weltmeister im Doppelsitzer wurden. Ab dem Winter 1996/1997 war das Duo auch im Weltcup siegreich. Sie gewannen drei von sechs Weltcuprennen und entschieden damit zum ersten Mal den Gesamtweltcup für sich. Dabei verwiesen sie das österreichische Erfolgsudo Ruetz/Ruetz auf Platz zwei, das beide Jahre davor und beide Jahre danach die Gesamtwertung gewann. Mit einer Ausnahme, aufgrund einer Verletzung von Reinhard Beer bei der WM 2001, klassierte sich das Duo Beer/Kögl weitere zehn Jahre durchgehend unter den besten drei im Gesamtweltcup und in der Saison 2004/2005 konnten sie ihren Gesamtsieg wiederholen. Bei der Europameisterschaft 1997 in Moos in Passeier gewannen sie die Bronzemedaille.
In der Saison 1997/1998 siegten Kögl und Beer in zwei Weltcuprennen, fielen aber im Gesamtweltcup auf Rang drei zurück. Bei der Weltmeisterschaft 1998 in Rautavaara wurden sie ebenfalls Dritte, bei der Europameisterschaft 1999 in Szczyrk kamen sie allerdings nicht ins Ziel. Im Jahr 1998 wurden sie zum ersten Mal Österreichische Staatsmeister im Doppelsitzer. Bis 2007 gewannen sie diesen Titel weitere fünf Mal. In der Saison 1998/1999 erreichten Beer/Kögl mit einem Sieg und weiteren vier Podestplätzen den zweiten Rang im Gesamtweltcup, ebenso wie in der Saison 1999/2000, in der sie zwei Rennen gewannen und zweimal Zweite wurden. Bei der Weltmeisterschaft 2000 in Olang gewannen sie die Silbermedaille hinter den Italienern Armin und David Mair, die in diesem Winter auch im Gesamtweltcup siegten.
Die Weltcupsaison 2000/2001 begannen Beer/Kögl mit einem Sieg in Umhausen und einem zweiten Platz in Unterammergau. Bei der Weltmeisterschaft 2001 Mitte Jänner in Stein an der Enns verletzte sich Reinhard Beer schwer. In der ersten Entscheidung, dem erstmals ausgetragenen Mannschaftswettbewerb, touchierte er die seitliche Streckenbegrenzung und brach sich dabei den linken Arm. Sie mussten für den Rest des Winters pausieren, waren daher auch bei den letzten beiden Weltcuprennen nicht am Start, belegten aber trotzdem noch den vierten Rang im Gesamtweltcup.
In der Saison 2001/2002 erreichte das Duo Beer/Kögl mit einem Sieg in Umhausen und weiteren drei Podestplätzen wieder den zweiten Rang im Gesamtweltcup, diesmal hinter den Polen Andrzej Laszczak und Damian Waniczek. Bei der Europameisterschaft 2002 in Frantschach-Sankt Gertraud wurden sie Zweite hinter Wolfgang und Andreas Schopf. In den Saisonen 2002/2003 und 2003/2004 erzielten Beer und Kögl mit einem bzw. zwei Siegen jeweils den dritten Platz im Gesamtweltcup. Bei der Weltmeisterschaft 2003 in Železniki fielen sie nach einem Sturz im ersten Wertungsdurchgang aus und bei der Europameisterschaft 2004 in Hüttau verfehlten sie als Vierte nur knapp eine Medaille.
In der Saison 2004/2005 konnten Beer und Kögl nach acht Jahren zum zweiten Mal den Doppelsitzer-Gesamtweltcup für sich entscheiden. Sie gewannen drei Rennen und wurden zweimal Zweite. Zudem gewannen sie bei der Weltmeisterschaft 2005 in Latsch gemeinsam mit Melanie und Robert Batkowski den Mannschaftswettbewerb. Im Doppelsitzer fuhren sie jedoch um 12 Hundertstelsekunden am Podest vorbei und landeten an vierter Stelle. In den Saisonen 2005/2006 und 2006/2007 erreichten Beer/Kögl mit jeweils einem Sieg den dritten Gesamtrang im Weltcup. Bei der Europameisterschaft 2006 in Umhausen fuhren sie allerdings nur auf Rang sieben. Bei der Weltmeisterschaft 2007 in Grande Prairie wurden sie zusammen mit Marlies Wagner und Gerald Kammerlander Dritte im Mannschaftswettbewerb. Im Doppelsitzer blieben sie jedoch ohne Resultat, denn sie wurden, ebenso wie drei andere Paare, disqualifiziert, weil die Schienen ihrer Rodel die zulässige Maximaltemperatur überschritten haben.
Kurz vor Beginn der Saison 2007/2008 gab Kögls Doppelpartner Reinhard Beer seinen Rücktritt bekannt. Kögl startete daher in diesem Winter mit Christian Schopf, dessen Partner Andreas Schopf pausieren musste. Sie nahmen an Rennen des Intercontinental-Cups teil, bestritten in Latsch ein Weltcuprennen, wo sie Sechste wurden, und starteten bei der Europameisterschaft 2008 in Olang, wo sie Platz acht belegten. Am IC-Cup nahm Kögl auch im Einsitzer teil. In der Saison 2008/2009 startete Kögl gemeinsam mit Guido Hilgarter im Intercontinentalcup. Sie gewannen das letzte Rennen in Latzfons und erreichten den zweiten Platz im Doppelsitzer-Gesamtklassement. Nach 2009 nahm Kögl an keinen Wettkämpfen mehr teil.

## Sportliche Erfolge
(wenn nicht anders angegeben, gemeinsam mit Reinhard Beer)

### Weltmeisterschaften
- Gsies 1990: 5. Doppelsitzer (mit Michael Bischofer)
- Bad Goisern 1992: 3. Doppelsitzer (mit Michael Bischofer)
- Gsies 1994: 6. Doppelsitzer (mit Michael Bischofer)
- Oberperfuss 1996: 1. Doppelsitzer
- Rautavaara 1998: 3. Doppelsitzer
- Olang 2000: 2. Doppelsitzer
- Latsch 2005: 4. Doppelsitzer, 1. Mannschaft
- Grande Prairie 2007: 3. Mannschaft

### Europameisterschaften
- Garmisch-Partenkirchen 1989: 7. Doppelsitzer (mit Michael Bischofer)
- Völs 1991: 7. Doppelsitzer (mit Michael Bischofer)
- Stein an der Enns 1993: 5. Doppelsitzer (mit Michael Bischofer)
- Moos in Passeier 1997: 3. Doppelsitzer
- Frantschach 2002: 2. Doppelsitzer
- Hüttau 2004: 4. Doppelsitzer
- Umhausen 2006: 7. Doppelsitzer
- Olang 2008: 8. Doppelsitzer (mit Christian Schopf)

### Weltcup
- 2× Gesamtweltcupsieg im Doppelsitzer in den Saisonen 1996/1997 und 2004/2005
- 3× 2. Gesamtrang im Doppelsitzer in den Saisonen 1998/1999, 1999/2000 und 2001/2002
- 5× 3. Gesamtrang im Doppelsitzer in den Saisonen 1997/1998, 2002/2003, 2003/2004, 2005/2006 und 2006/2007
- 18 Siege in Weltcuprennen:

| Datum             | Ort               | Land        | Disziplin    |
| ----------------- | ----------------- | ----------- | ------------ |
| 22. Dezember 1996 | Rautavaara        | Finnland    | Doppelsitzer |
| 24. Jänner 1997   | Toblach           | Italien     | Doppelsitzer |
| 26. Jänner 1997   | Toblach           | Italien     | Doppelsitzer |
| 23. Jänner 1998   | Oberperfuss       | Österreich  | Doppelsitzer |
| 8. Februar 1998   | Železniki         | Slowenien   | Doppelsitzer |
| 6. Jänner 1999    | Tiers             | Italien     | Doppelsitzer |
| 19. Dezember 1999 | Oberperfuss       | Österreich  | Doppelsitzer |
| 13. Februar 2000  | Stein an der Enns | Österreich  | Doppelsitzer |
| 4. Jänner 2001    | Umhausen          | Österreich  | Doppelsitzer |
| 13. Jänner 2002   | Umhausen          | Österreich  | Doppelsitzer |
| 16. Februar 2003  | Olang             | Italien     | Doppelsitzer |
| 14. Dezember 2003 | Olang             | Italien     | Doppelsitzer |
| 21. Februar 2004  | Aurach            | Österreich  | Doppelsitzer |
| 9. Jänner 2005    | Unterammergau     | Deutschland | Doppelsitzer |
| 16. Jänner 2005   | Oberperfuss       | Österreich  | Doppelsitzer |
| 20. Februar 2005  | Olang             | Italien     | Doppelsitzer |
| 22. Jänner 2006   | Olang             | Italien     | Doppelsitzer |
| 4. Jänner 2007    | Latsch            | Italien     | Doppelsitzer |

### Österreichische Meisterschaften
- Österreichischer Staatsmeister im Doppelsitzer 1998, 2002, 2004, 2005, 2006 und 2007

## Auszeichnungen (Auszug)
- 1996: Silbernes Ehrenzeichen für Verdienste um die Republik Österreich[8]
- 2005: Goldenes Ehrenzeichen für Verdienste um die Republik Österreich[8]